# Miguel Ángel Álvarez Muro
Miguel Ángel Álvarez Muro (Tolosa, Guipúzcoa, 2 de mayo de 1927 - San Sebastián, Guipúzcoa, 24 de marzo de 2011) fue un pintor español.

## Biografía
Estudió pintura y escultura en San Sebastián. En 1946, marchó a París por vez primera vez para profundizar en su formación. En 1947 volvió a San Sebastián, pero todos los años regresaba durante tres meses a la capital francesa, hasta 1955. Obtuvo diferentes premios en los Certámenes de Pintores Noveles de Guipúzcoa entre 1944 y 1948.
Su primera obra importante fue Joven cosiendo, presentada en la Hispanoamerikako Bienalean de 1951. Después, trabajó cuadros grandes y algún mural, como el de la parroquia de Antiguoko (1965), en Leiza, el de la Delegación de Industria de San Sebastián o el del Salón Internacional de Burdeos (1960).
Álvarez Muro obtuvo algunos premios: el premio Darío de Regoyos (San Sebastián, 1954), una Medalla en la Competición de Pintura de Alicante en 1954, el primer Premio Eguberrietako (San Sebastián, 1957), la Medalla de oro de Pabeko (1960) o el Premio Ateneo de Guipúzcoa (San Sebastián, 1988).